# Дюшатель, Танги
Шарль Мари Танги Дюшатель (фр. Charles-Marie-Tanneguy Duchâtel; 19 февраля 1803, Париж — 5 ноября 1867, там же) — французский государственный деятель, граф.

## Биография
С 1823 года Дюшатель писал в «Globe» и «Revue française». В своём «Traité de la chanté dans ses rapports avec l'êtât moral et le bien-être matériel des classes inférieures de la société» (2 изд. 1836) является защитником теории Мальтуса.

### Политическая деятельность
Избранный в 1832 году в палату депутатов, он был назначен в 1836 году министром финансов. Оставив этот пост в 1837 году, принял участие в коалиции против министерства Моле и после его падения занял пост министра внутренних дел в кабинете Сульта. После короткого перерыва Дюшатель занял то же место в кабинете Гизо, в котором принадлежал к числу самых энергичных противников каких бы то ни было реформ. От него исходило запрещение банкета, готовившегося в Париже 22 февраля 1848 года — эта мера послужила поводом к началу Февральской революции. После падения Июльской монархии Дюшатель не возвращался к политической деятельности.

## Творчество
- «Traité de la chanté dans ses rapports avec l'êtât moral et le bien-être matériel des classes inférieures de la société» (2 изд. 1836)
- «Documents statistiques sur la France» (П.; 1833).